# Kustrzebka brunatna

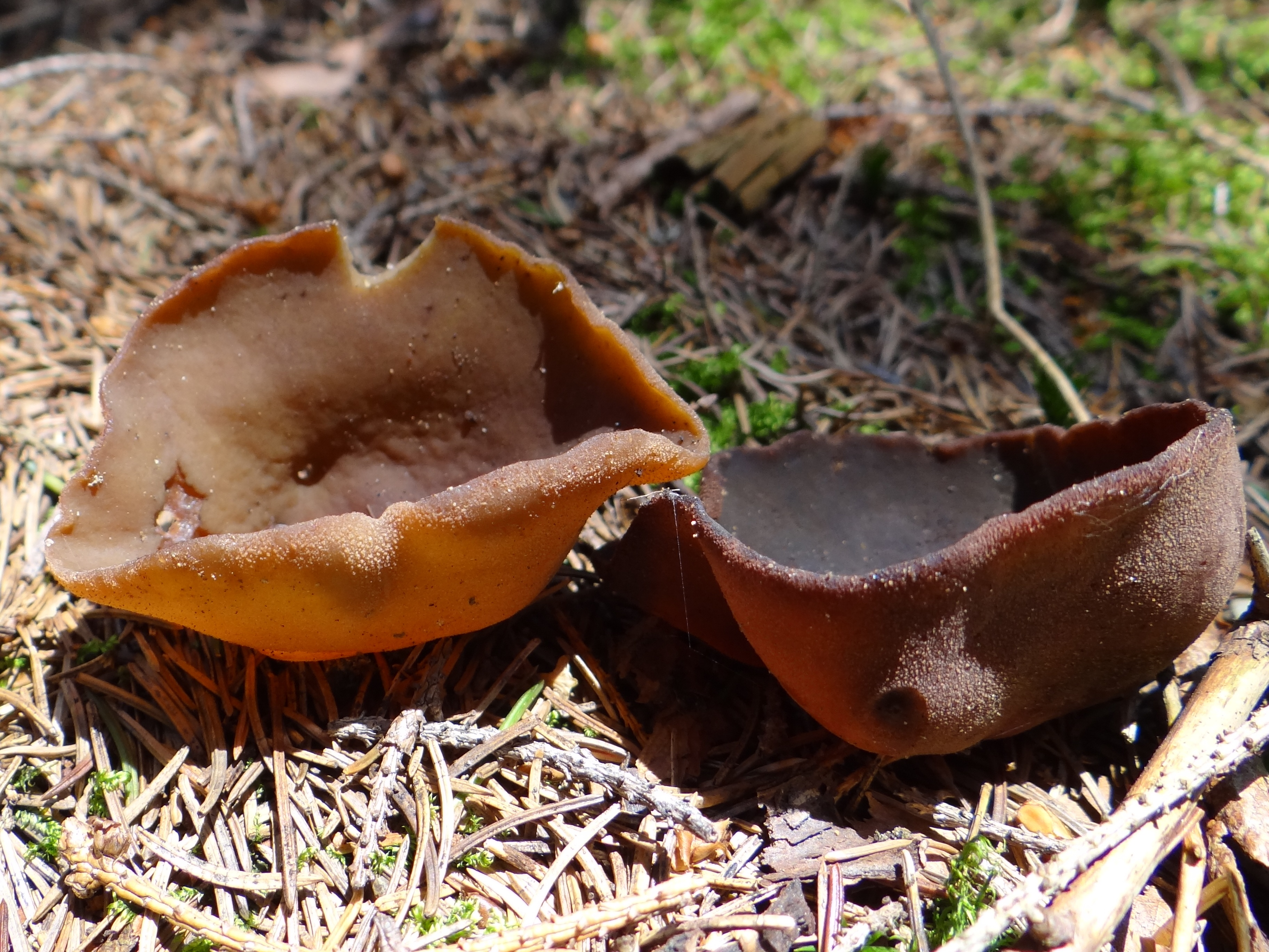
Dwa owocniki kustrzebki brunatnej

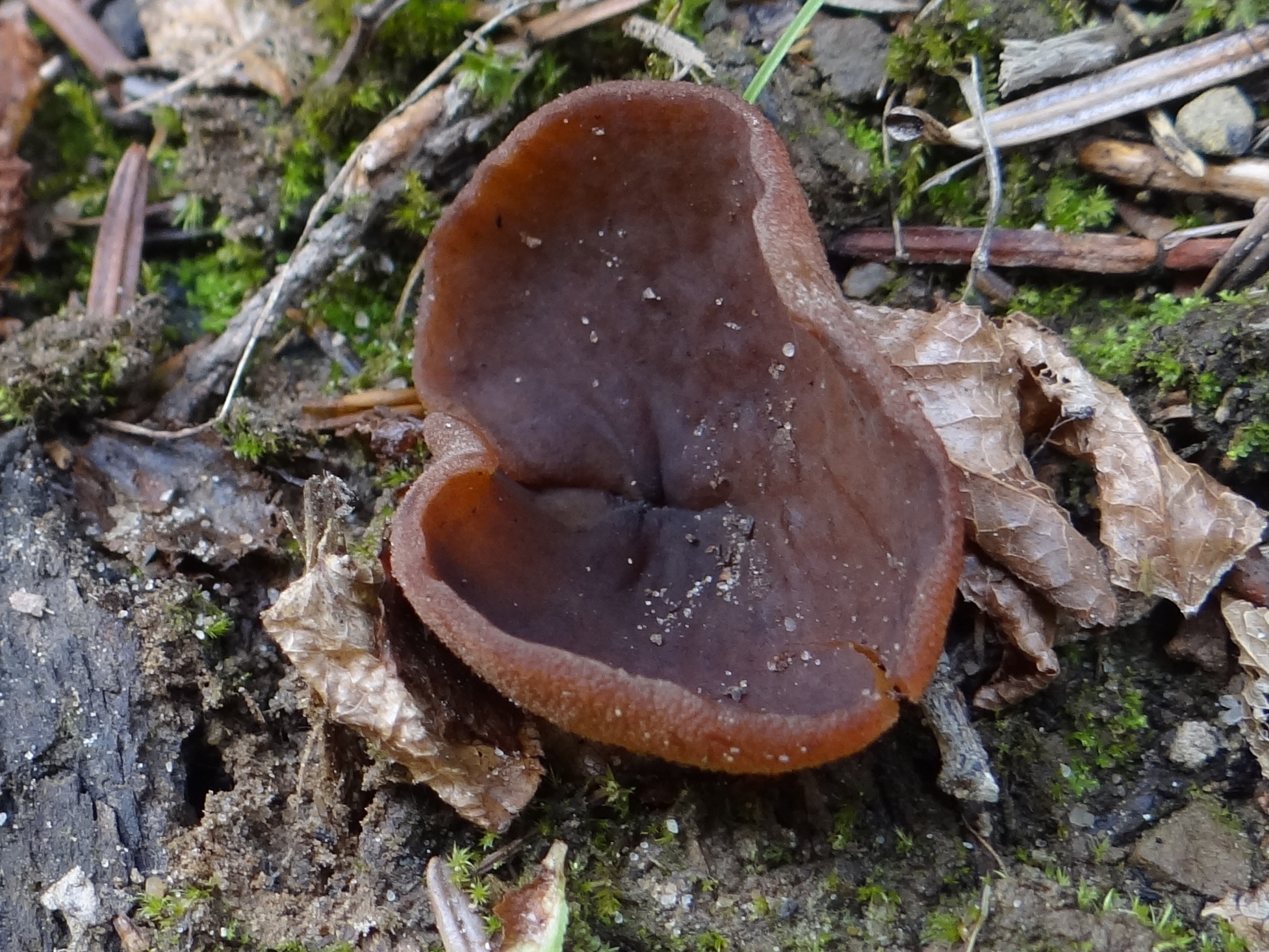

Kustrzebka brunatna (Legaliana badia (Pers.) Van Vooren) – gatunek grzybów z rodziny kustrzebkowatych (Pezizaceae).

## Systematyka i nazewnictwo
Pozycja w klasyfikacji według Index Fungorum: Legaliana, Pezizaceae, Pezizales, Pezizomycetidae, Pezizomycetes, Pezizomycotina, Ascomycota, Fungi.
Po raz pierwszy opisał go w 1800 r. Christiaan Hendrik Persoon, nadając mu nazwę Peziza badia. Rodzaj Peziza okazał się jednak polifiletyczny i rozbito go na wiele nowo utworzonych rodzajów. W 2020 r. Van Vooren przeniósł Peziza badia do rodzaju Legaliana.
Niektóre synonimy:

- Galactinia badia (Pers.) Arnould 1893
- Helvella cochleata Bolton 1789
- Peziza badia Pers. 1800
- Plicaria badia (Pers.) Fuckel
- Pustularia badia (Pers.) Lambotte 1880
- Scodellina badia (Pers.) Gray[2].

Nazwa polska według M.A. Chmiel.

## Morfologia
Owocniki
U młodych okazów kulisty, potem głębokomiskowaty, u starszych okazów rozpostarty i fałdziście powyginany. Średnica 2–8 cm. Wewnętrzna, płodna strona u młodych okazów ma kolor beżowy, potem ochrowobrązowy, na koniec ciemnobrązowy. Strona zewnętrzna jest bladobrązowa. Trzonu z reguły brak, dopiero u starszych okazów występuje w ziemi karłowaty trzon.
Miąższ
Jasnobrązowy (jaśniejszy od skórki), krucho-woskowaty, bez wyraźnego zapachu.
Wysyp zarodników”
Biały.
Cechy mikroskopowe
Zarodniki szkliste, elipsoidalne, 17-19 × 8-10,2 µm, grubo brodawkowate, bezbarwne, z jedną lub dwiema kroplami oleju. Worki ośmiozarodnikowe, 300 × 15 µm.
Gatunki podobne
Podobna jest kustrzebka pęcherzykowata (Peziza vesiculosa) występująca na glebach żyznych.

## Występowanie i siedlisko
Gatunek w Europie Środkowej pospolity, rzadki jest tylko na podłożu wapiennym.
Saprotrof. Pojawia się od lata do pierwszych jesiennych przymrozków. Rośnie zazwyczaj gromadnie w lasach iglastych i liściastych, także na leśnych drogach, na gołych gliniastych stokach.

## Znaczenie
Grzyb jadalny, ale bez smaku.